# Murène ponctuée
Murène ponctuée, murène perlée, murène pintade, murène à bouche blanche
Espèce
Gymnothorax meleagris, communément nommée murène ponctuée, murène perlée, murène pintade ou murène à bouche blanche, est une espèce de poissons de la famille des murènes.

## Description
La murène ponctuée est une murène de taille moyenne qui peut atteindre une longueur maximale de 120 cm, cependant les spécimens habituellement rencontrés sont beaucoup plus petits.
Son corps serpentiforme possède une teinte de fond tendant vers le brun sombre ou le noir, ponctué de petits points blancs régulièrement répartis (mais de taille variable selon les individus).
L'intérieur de la bouche est totalement blanc.

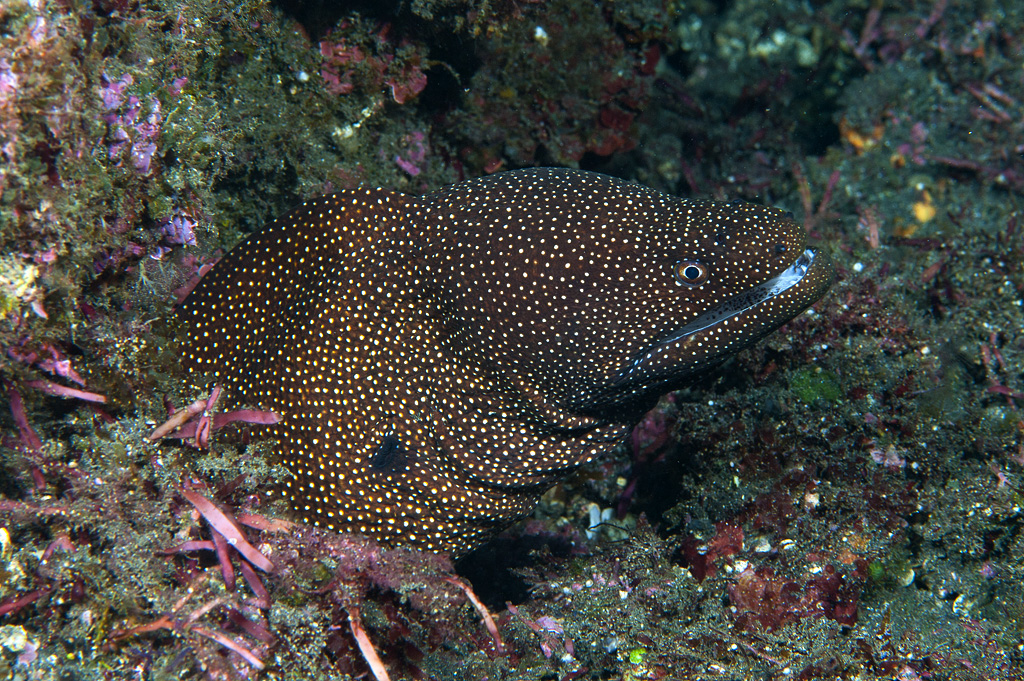
Les points blancs peuvent être très fins.
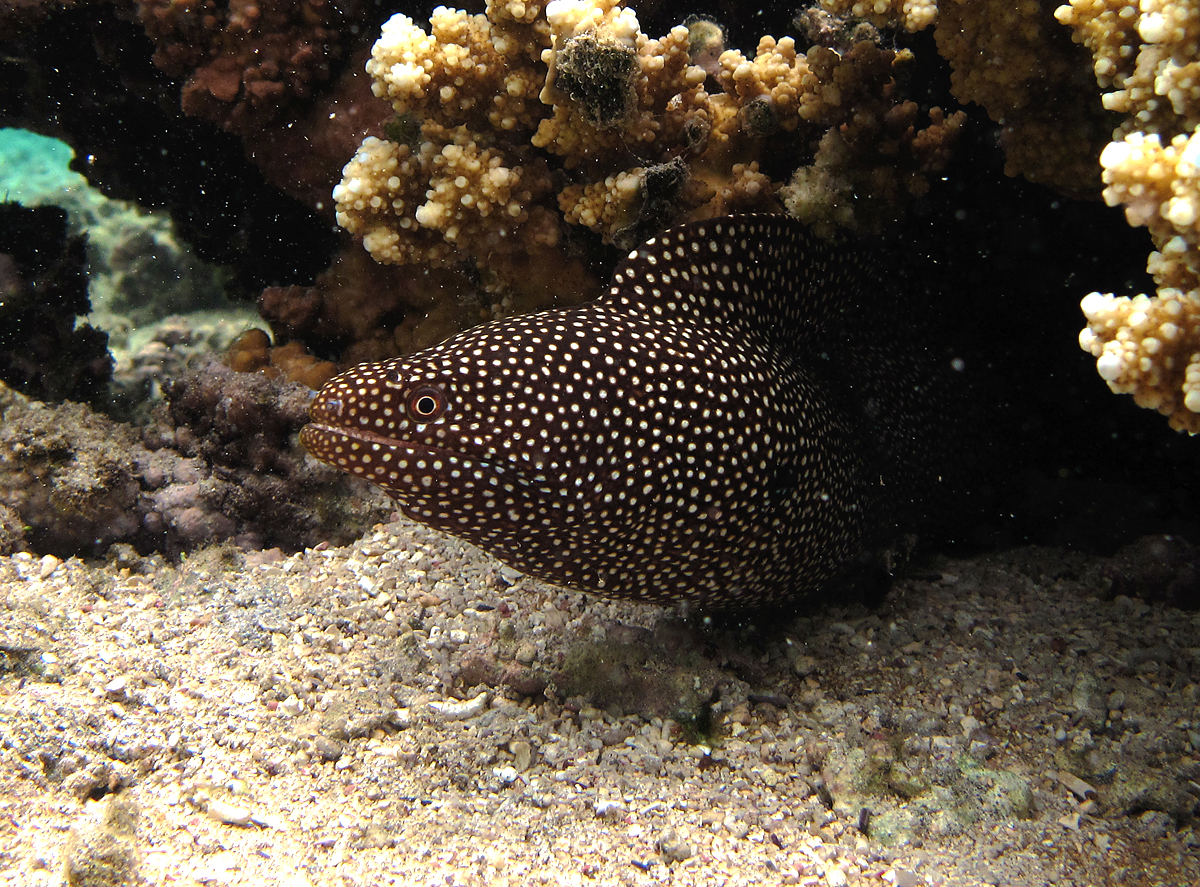
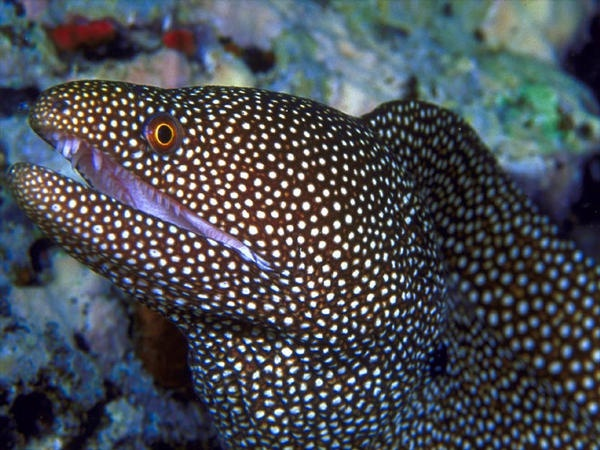
L'intérieur de la bouche est clairement blanc.
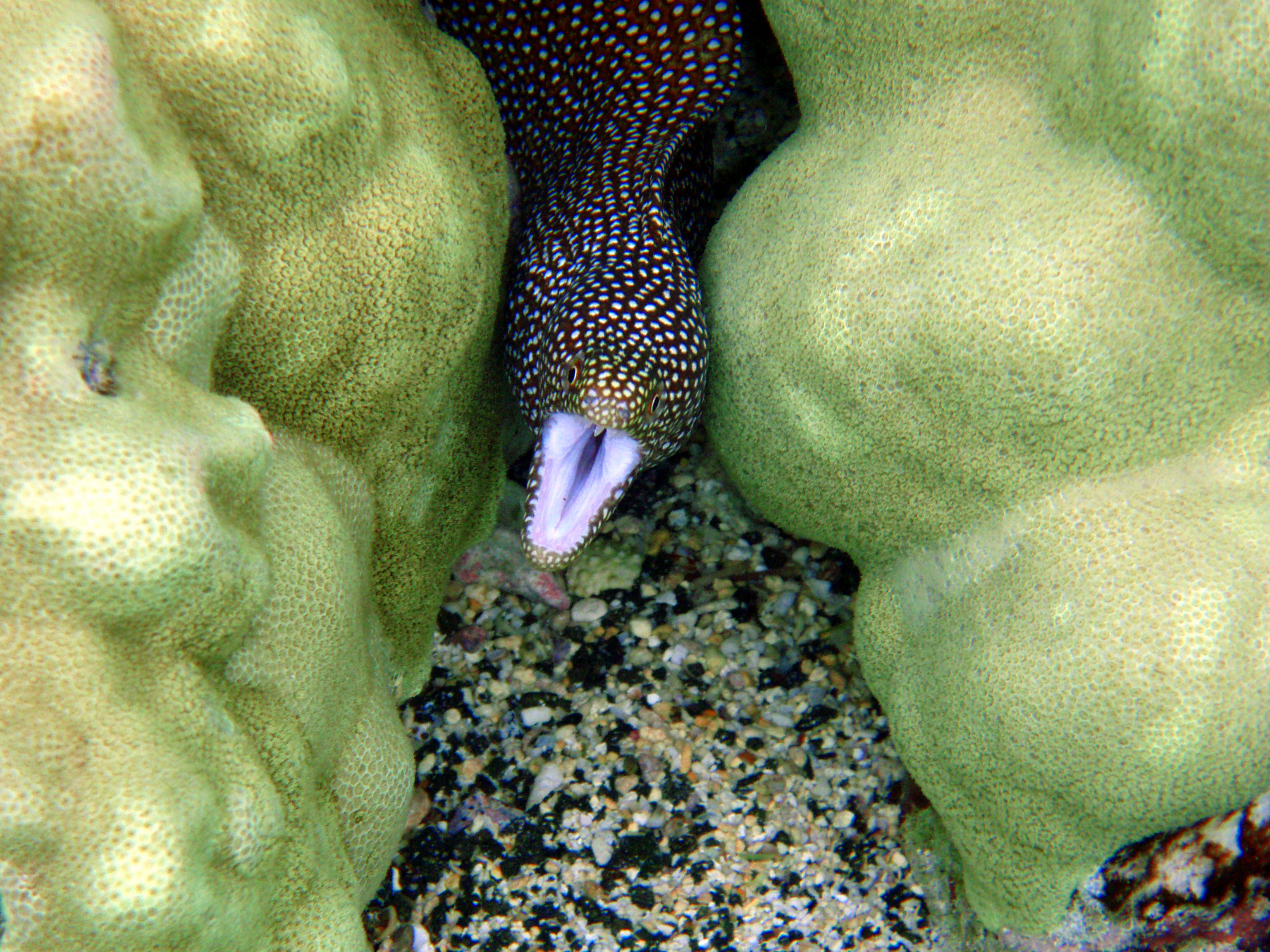
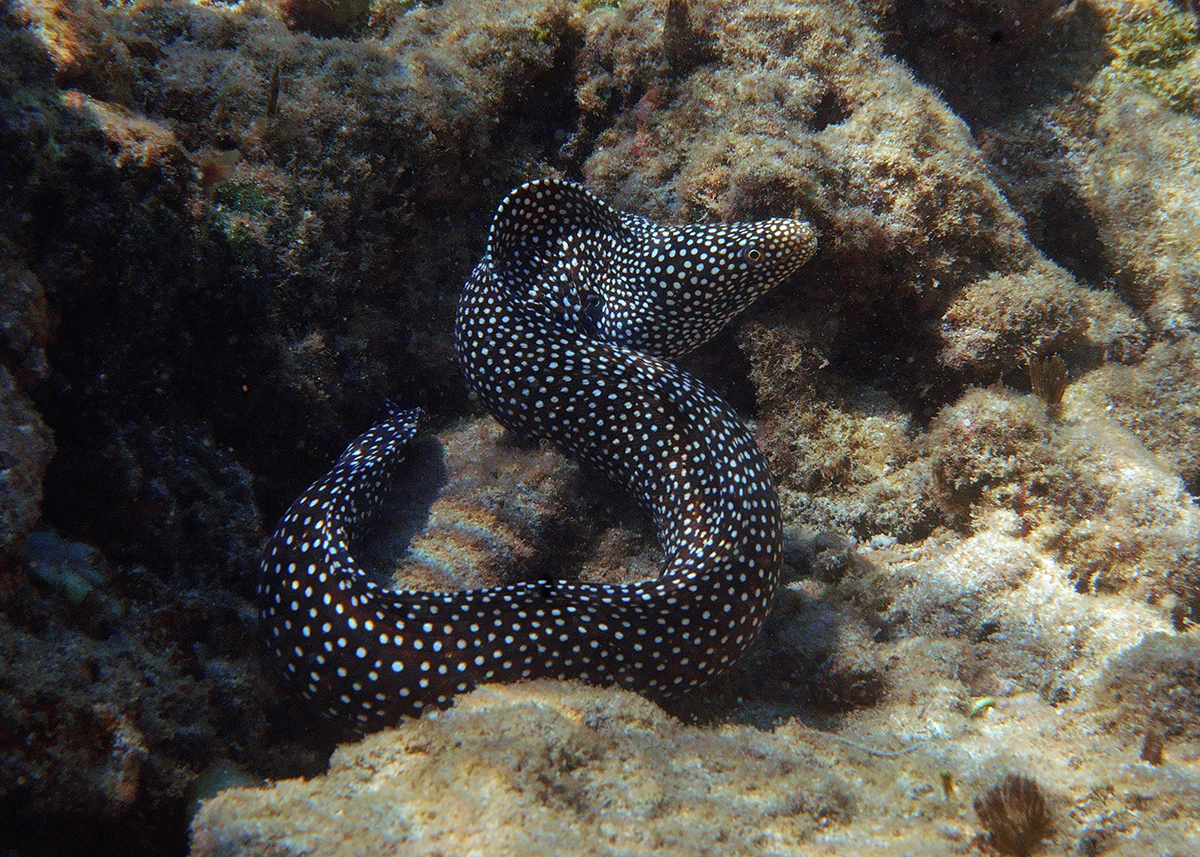

Cette espèce ne doit pas être confondue avec la Murène léopard (Gymnothorax favagineus), qui possède des taches noires bien plus larges seulement délimitées par un fin réseau blanc et a la bouche maculée de même, ni avec la murène à bouche jaune (Gymnothorax nudivomer), qui a des points blancs beaucoup plus irréguliers, et comme son nom l'indique l'intérieur de la bouche jaune vif.

## Distribution & habitat
La murène perlée vit dans les eaux tropicales et subtropicales du bassin Indo-Pacifique, soit des côtes orientales de l'Afrique, Mer Rouge incluse, à la Polynésie en passant par Hawaï et du sud du Japon à la Nouvelle-Calédonie. C'est une murène relativement rare même au sein de son aire de répartition sauf à Hawaï où elle semble être commune.
Cette murène apprécie de vivre en faible profondeur dans les zones coralliennes riches et sur les pentes externes et ce jusqu'à 36 mètres de profondeur. Durant la journée, elle se repose dans les crevasses entre les coraux mais peut se montrer parfois à découvert pour changer d'abri ou chasser. Les juvéniles fréquentent les lagons peu profonds et les zones intertidales.

## Biologie
La murène à bouche blanche semble être tout autant active la journée que le soir et se nourrit de petits poissons et occasionnellement de crustacés.
Comme la plupart des murènes, elle vit souvent en symbiose avec de petits animaux chargés de lui nettoyer les dents et la peau, notamment des crevettes ou des poissons nettoyeurs.
Certains poissons comme le poisson comète à grandes nageoires (Calloplesiops altivelis) semblent se protéger en mimant la livrée et le comportement de la murène ponctuée.